# Українська апостольська православна церква
Украї́нська Апо́стольська Правосла́вна Це́рква (або Українська Автокефальна Православна Церква — Апостольська) — нечисленна православна релігійна організація в Україні, що виникла у 2001 році після відходу від Української Автокефальної Православної Церкви єпископа Михайла (Дуткевича).
Також под цією назвою діє ще одне угрупування — відгалуження від «Апостольскої православної церкви» Російської Федерації, яку заснував протоієрей Гліб Якунін. Інший варіант назви цієї конфесії з 2015 року звучить, як «Українська незалежна апостольска православна церква».
Обидві гілки УАпПЦ перебувають поза євхаристійним спілкуванням зі Вселенським Православ'ям.

## Історія юрисдикції Михайла (Дуткевича) і Луки (Нарольського)
Українська Апостольська Православна Церква (УАпПЦ) була створена у листопаді 2001 року Михайлом (Дуткевичем), єпископом Української Автокефальної Православної Церкви (УАПЦ).
Єпископ Михайло (Дуткевич) (1936-2001) був рукопокладений у 1992 році Антонієм (Масендичем), Володимиром (Романюком), Полікарпом (Пахолюком). Коли у 1992 році вже позбавлений у РПЦ сану митрополит Філарет (Денисенко) перерукопокладав усіх єпископів УАПЦ, єпископ Михайло (Дуткевич) від перерупоколадення відмовився. Після об'єднання УАПЦ з митр. Філаретом і створенням УПЦ-КП єпископ Михайло (Дуткевич) пробув якийсь час у складі УПЦ-КП, а потім повернувся у відновлену УАПЦ, що очолювалась патріархом Димитрієм (Яремою). Він намагався активно впливати на життя УАПЦ, зокрема скликав у 1996 собор, що не був визнаний патріархом Димитрієм.
Після конфлікту з митрополитом УАПЦ Мефодієм (Кудряковим) утворив власну юрисдикцію у листопаді 2001 року і став митрополитом. Однак вже у грудні 2001 року митрополит Михайло помер у місті Тараща Київської області, де мав свій кафедральний собор, тому внаслідок смерті головного свого ідеолога та організатора, церква залишилась малопоширеною і майже непомітною.
До новоствореної організації приєднався ряд єпископів, заборонених або заштатних в УАПЦ (Феоктист (Пересада)) — невдовзі відійшов від церковної діяльності та УПЦ-КП (Нестор (Куліш) — останній у 2005 році перейшов до УПЦ-МП), а також невідомо ким рукопокладені (можливо, вже у новоствореній церкві) Миколай (Кабак) — помер у 2011 році, та Захарія (Чернов-Тарасюк) — помер у 2007 році.
Після смерті митрополита Михайла (Дуткевича), церкву у 2002 році очолив архієпископ Лука (Нарольський), випускник Інституту внутрішніх справ, мешканець м. Львів. Існує інформація про його об'єднання з утвореною у 2002 році «Українською автокефальною православною церквою — апостольською-катакомбною» митрополита Андрія (Трегуба), але на офіційному сайті юрисдикції останнього це не вказано.
У 2008 році стало відомо про звершення незаконної хіротонії архієпископом Кіровоградським і Голованівським Серафимом (Верзуном) ігумена Гурія на «єпископа Бородянського» (юрисдикції АПЦ) в місті Макарові Київської області 4 жовтня 2004 року. За участь у цій хіротонії, архієпископ УПЦ-КП Серафим (Верзун) був понижений до статусу єпископа..
З критикою діяльності Дуткевича і Нарольського виступили архієпископ УАПЦ Ігор Ісіченко з Харкова, та мирянин Новак Олекса Федорович з Рівного.

## Історія юрисдикції Віктора (Веряскіна) та його наступників
Інша юрисдикція — це українське відгалуження Апостольскої православної церкви Росії, яка також іменує себе як «Українська незалежна апостольська православна церква» (УНАПЦ), або ж як «Київська митрополія АПЦ». Утворила свої громади в Києві та Симферополі не пініше 2005—2006 років.
Єпархія АПЦ з центром у Києві існує з 2002 року.
7 січня 2002 року, рішенням Священного Синоду АПЦ Росії в сан єпископа Вишгородського був висвячений отець Андрій (Трегуб) (митрополитом Стефаном, архієпископом Киріаком, архієпископом Сергієм (Саркісовим) і архієпископом Віталієм).
14 січня 2002 року в сан архієпископа Київського був висвячений отець Сергій (Журавльов).
12 липня 2002 року, згідно рішення архієрейської наради Преосвященних РІПЦ в Україні, архієпископом Сергієм (Журавльовим) та єпископом Андрієм (Трегуб) архімандрит Антоній (Власов), був висвячений в сан єпископа Миколаївського і Таврійського (а 14 вересня 2003 року, рішенням Синоду Апостольської Православної Церкви, був зведений в архієпископи).
Архієрейською нарадою Преосвященних Української частини ІПЦ і АПЦ (відродження), що відбулася 2 жовтня 2002 року, було вирішено обрати архієпископа Антонія (Власова) — Митрополитом Київським, з титулом «Блаженніший Митрополит Київський і всієї України». При цьому Журавльов був увільнений з Київської кафедри АПЦ (при цьому залишався архієпископом АПЦ, за кліром АПЦ і рахувався до остаточного розколу 2003 року, коли його остаточно позбавили сану та виключили з АПЦ).
Прихильниками Журавльова в Києві у 2004—2005 роках реєструються перші громади. Так, священик АПЦ Прошак Олексій Іванович зареєстрував 22 січня 2004 року парафію «Християнська громада Христа Спасителя у Дарницькому районі м. Києва».
Крім того, 24 листопада 2005 року ще один священик АПЦ Чернобров Юрій Іванович, колишній учасник київської громади Сандея Аделаджі "Посольство Боже", зареєстрував 24 листопада 2005 року парафію «Християнська Релігійна Громада Єдина Свята Соборна Апостольська Церква У Печерському районі м. Києва» (у 2018 році Чернобров повернувся в юрисдикцію АПЦ, де став єпископом). Чернобров довгий час належав до юрисдикції Сандея Аделаджі, заявивши про це наступне: 
«В 2003 году я был высвячен в иереи Архиепископом Сергеем Журавлевым, а в 2005 году рукоположен через елеепомазание на посланническое служение примирения и единства Апостолом Сандеем Аделаджа. Знаете, нормальные люди от своих родителей не отказываются, они в любом случае остаются их родителями независимо от того, какой образ жизни ведут и во что верят — это родители, это те люди, которые дали жизнь. Хороший сын или дочь никогда не откроет наготы своего родителя. И если мне нужно будет с моими родителями что-то претерпеть, например позор или унижение, я это сделаю — они мои родители»..
Крім того, 13 лютого 2006 року в селі Троїцьке (П'ятихатський район) священик АПЦ Стрельський Борис Петрович зареєстрував громаду під назвою Українська реформаторська православна церква (на честь Христа Спасителя). Саме ця назва — «Українська реформаторська православна церква» утвердилася за остаточно відокремленою від АПЦ 2006 року конфесією Журавльова, для якої з 2008 року висвячується окрема ієрархія (зокрема, Житомирську єпархію очолив висвячений 24 серпня 2008 року єпископ Никон Подзюрей, а Миколаївську єпархію очолив єпископ Миколай Янковський). Однак Журавльов відійшов від ідеології АПЦ, а його конфесія почала пропагувати ідеологію російського обновленства і протестантського харизматизму..
Предстоятель Української апостольської істинно-православної церкви — обраний 2 жовтня 2002 року на кафедру митрополита Київського владика Антоній (Власов), хоча і був висячений на єпископа в юрисдикції АПЦ, але вже протягом 2003 року відокремився від АПЦ Росії, ним була поступово організована незалежна Українська істинно-православна церква, остаточно оформлена на соборі 14 вересня 2003 року. За участю Владики Антонія були звершені архієрейські хіротонії: 2 жовтня 2002 року — єпископа Даміана Акімова для Кримської єпархії, та 19 грудня 2002 року — єпископа Луки Ніколаєнка для Одеської єпархії.
А вже у 2004 році Антоній (Власов) вступив у євхаристійне єднання з ІПЦ-Рафаїла, але помер у 2006 році. Його наступник — митрополит Андрій (Трегуб) офіційно приєднався до ІПЦ-Рафаїла, в цій юрисдикції і помер у 2013 році. Структури АПЦ в Україні у 2003—2005 роках фактично розпалися, розкололися.
Далі, 2005 року в м. Київ близький до АПЦ священик УПЦ-КП Віктор Веряскін зустрічався і неодноразово спілкувався з архієпископом АПЦ (Бурятії) Діонісієм (Агаповим). В підсумку, для громад АПЦ в Україні 24 березня 2006 року єпископом Київським висвячений Віктор Веряскін, громадянин України, мешканець Симферополя.
4 липня 2006 року єп. Віктор Веряскін возведений в сан митрополита Київського і всієї України. З огляду на багаторічну просвітницьку діяльність, він затверджений постійним членом Священного Синоду і керівником освітнього відділу Митрополії АПЦ.
У 2008 році саме владика Віктор (Веряскін), мешканець м. Симферополь у Криму, став автономним митрополитом Київським та керуючим парафіями АПЦ в Україні, залишаючись на цьому становищі до 2013 року, а перед тим у 2006—2008 роках служив єпархіальним архієпископом-митрополитом Київським в юрисдикції АПЦ Росії.
З вересня 2006 року митрополит Віктор (Веряскін) поширив свою лекційну діяльність за програмами Київської Духовної Академії АПЦ.
З 2009 року особисті контакти митрополита Віктора (Веряскіна) закріпили співпрацю АПЦ з Всеукраїнською Спілкою Християнських Письменників. В кінці 2012 року почав співпрацю з Українським Євангелічним Альянсом.
Веряскін Віктор Олексійович — відомий спеціаліст у галузі наукового релігієзнавства і конфессійної теології, народився 1953 року. Короткий час був студентом Одеської духовної семінарії, звідки відрахований. У 1999 році зареєструвався, як підприємець, у місті Алатир у Чуваській Республіці. У 1999—2002 роках читав цикл лекцій у Києві, як священик УПЦ-КП. Пізніше переїхав до Криму, маючи російське громадянство. У 2004—2006 роках числився, як завідувач кафедри релігієзнавства Сімферопольського економіко-гуманітарного інституту, а вже у 2006 році став єпископом АПЦ. Далі, у 2011 році згаданий, як декан теологічного факультету «Кримського інституту ноосфери», доктор богослов'я, президент Кримського відділення Міжнародної асоціації релігійної свободи, а також експерт-консультант Спілки підприємців Криму. Він автор книги лекцій «Духовні принципи менеджменту» — першої книги для бізнесменів-християн, та багатьох інших видань. Як диригент церковних хорів, Веряскін був лауреатом фестивалів і конкурсів. Нагороджений орденами Святого Архистратига Михаїла, св. Володимира, Христа Спасителя тощо..
Веряскін видав наступні теологічні книги: "О разномыслии и сектанстве в православии. Цикл лекций «Христианство в современном мире». Части 1-2 (Харьков, 2000); «Духовные принципы менеджмента: конспект лекций» (Симферополь, 2003); «Приди до зимы. Введение в богословие» (Серия: Грани света). Харьков: Центр образовательных инициатив, 2004; «Введение в круг священных времен. Популярное богословие. Сегмент первый» (Киев: Обитель-Ханака, 2005); «Введение в круг священных времен. Популярное богословие. Сегмент четвертый» (Киев: Обитель-Ханака, 2007).
До юрисдикції Веряскіна приєднався священнослужитель РПЦЗ Єрмоген (Волін-Данилов Ігор Вячеславович), який 25 січня 2008 року зареєстрував парафію АПЦ під назвою «Православна релігійна громада святого апостола і євангеліста Іоанна Богослова апостольської традиції м. Одеса».
При Веряскіні, єпископат Київської митрополії АПЦ на території України станом на 2010 рік представляли Геронтій (Хованський) — архієпископ Сумський, Володимир (Мочарник) — єпископ Закарпатський, Єрмоген (Волін-Данілов) — єпископ Одеський і Новоросійський, і Парфеній (Гринюк) — єпископ Ізмаїльський..
Надалі церкву в 2013 році очолив владика Олег Ведмеденко з Луцька, котрий титулувався як митрополит Київський і всієї України, єпископ Волинський і Галицький Апостольської Православної Церкви. При цьому владика Олег, судячи з офіційного сайту його юрисдикції, не був самостійним, бо його першоієрархом вважався владика Віталій (Кужеватов), митрополит Московський і Всеросійський, предстоятель Апостольської Православної Церкви..
Але з ініціативи Ведмеденка 21-22 листопада 2015 року Київська митрополія АПЦ оголосила свою автокефалію від Московської митрополії АПЦ, це визнала 29 листопада 2015 року своїм томосом Московська митрополія АПЦ..
На той час, до складу ієрархії Київської митрополії АПЦ, крім Ведмеденка, входили також:
- Геронтій Хованський, архієпископ Сумський і Вінницький;

- Володимир Мочарник, єпископ Закарпатський і Чорногорський, мешканець м. Виноградів Закарпатської області, єпископом АПЦ став у 2007 році;

- Ігор (Горецький), єпископ Івано-Франківський та Коломийський;

- Сергій Бабаревич, єпископ Донецький і Харківський.

28 червня 2006 року, як свідчить Сергій Бабаревич, і він сам також був висвячений во єпископа архієпископом АПЦ Діонісієм (Агаповим) у Києві . 
Ведмеденко і сам в листопаді 2015 року фактично вийшов з централізованої міжнародної церковної організації ОПОАТ (ЦРО «Объединение православных общин апостольской традиции», яка має реєстрацію в Москві). Відповідно, Ведмеденко з 22 листопада 2015 року по 22 листопада 2019 року титулувався, як предстоятель Української Незалежної Апостольської Православної Церкви..
Від нього разом з київською громадою АПЦ відокремився владика Стефан (Негребецький), який у грудні 2015 року став новим митрополитом Київським в Українській АПЦ.
До юрисдикції останнього долучилися наступні ієрархи:
- Владика Константин (Петро Миськів), Архієпископ Львівський і Галицький (мешканець міста Дрогобич Львівської області);

- Владика Миколай (Блазінський), Архієпископ Буковинський, вікарій Митрополії Київської, голова місіонерського відділу. Чернівецькі священнослужителі Марф'юк Ілля Георгійович та Блазінський Микола Ілліч зареєстрували 23 березня 2015 року ГО «Асоціація незалежних православних громад» за адресою: м. Чернівці, вул. Головна, буд. 237 (приміщення колишнього заводу).

- Владика Димитрій (Крикун), Єпископ Київський і Броварський;

- Владика Віталій (Гунько), Єпископ Черкаський і Уманський;

- Владика Григорій (Кренців), Єпископ Чернівецький і Кіцманський.[11].

До них у 2018 році додався владика Сергій (Вутянов), єпископ Бориспільський.
.
23 грудня 2015 року відбувся так званий «Об'єднавчий Собор церков Апостольської традиції» в Києві, у ході якого після загального молебня відбулася нарада священнослужителів православних церков апостольської традиції під головуванням архієпископа Київського і Богуславського Стефана (Негребецького), як представника Синоду АПЦ (згідно п.5 рішення Священного Синоду АПЦ — протокол від 29.11.2015). Цей собор затвердив Стефана (Негребецького) на посаді митрополита і предстоятеля Української АПЦ.
У нараді з правом голосу взяли участь: Архієпископ Геронтій (Хованський), АПЦ — у телефонному спілкуванні;
Архієпископ Стефан (Негребецький), АПЦ- голова зборів;
Архієпископ Константин (Миськів), АПЦвУ;
Архієпископ Миколай (Блазінський), УАПЦ;
Єпископ Димитрий Крикун, УАПЦ;
Єпископ Віталій (Гунько), УАПЦ- у телефонному спілкуванні;
Єпископ Григорій (Кренців), УАПЦ- у телефонному спілкуванні;
Протопресвітер Сергій Фомін, АПЦвУ ;
Протоієрей Сергій Вутянов, АПЦ;
Протоієрей Валерій Зуріашвілі-Замошников, АПЦ;
Ієрей Олександр Титов, АПЦ;
Ієрей Леонід Пермінов, АПЦ ;
Диякон Валерій Кривенда, АПЦ — секретар Київської митрополії.
Гість (без права голосу) — Єпископ Володимир (Вільде), АГПЦАіК, консультант.
Однак до повного єднання тоді не дійшло..
Також з квітня 2016 року стала діяти Житомирська єпархія АПЦ, а основою для неї стала Житомирська парафія АПЦ на честь святого Симеона Стовпника. Керівником єпархіальної ради станом на 2016 рік став диякон АПЦ Гожий Андрій Олександрович, за фахом — адвокат..
Останній анонсував будівництво скиту в селі Буки Житомирської області.. Старостою парафії св. Симеона Стовпника став відомий у Житомирі журналіст Лактіонов Андрій Георгійович.. Обида мали репутацію «антипорошенківських» політичних діячів.
Зокрема, Андрій Гожий регулярно писав пасквілі з «розвінчуванням українського нацизму», та іншими проросійськими наративами.. У 2018 році навіть їздив до Брюсселя з антиукраїнською доповіддю..
Серед найбільших парафій АПЦ, відомі наступні:
- Київська Богоявленська громада, зареєстрована у квітні 2015 року; настоятелем служить єпископ Вутянов Сергій Анатолійович. Заступником голови громади став Радкевич Олександр Володимирович.

- Апостольська правовірна християнська церква Преображення Господнє, зареєстована 26 липня 2002 року в м. Жашків Черкаської області. Керівником став єпископ Гунько Віталій Васильович.

- Київська громада «Воскресіння Господнє», з 2016 р. Керівником став єпископ Крикун Дмитро Іванович.

- Маріупольська громада «Вознесіння Господнє», з 2018 р. Керівником став єпископ Крикун Дмитро Іванович.

- Георгія Побідоносця громада у м. Хмельницький, з 2019 р. Керівником став єпископ Крикун Дмитро Іванович.

- Луцька парафія Воскресіння Христового, в 2011 році відкрила тимчасовий храм на луцькому передмісті Яровиця, та побудувала постійний храм.

- Кіблярська обитель — Закарпатська обл., Ужгородський р-н, с. Кібляри. Ігумен — ієромонах Микола (в миру Ананченко Микола Маркович). Священики: протоієрей Віталій (Ананченко), о. Юрій (Мороз). Диякон — о. Володимир (Іваненко).[19]. Під керівництвом Миколи Ананченка отримали реєстрацію в 2005 році в селі Кибляри православна релігійна громада апостольської традиції на честь ікони Богоматері «Вишукування загиблих».

- Храм Фатимської Божої Матері — Закарпатська обл., м. Виноградів, вул. Островського, 9.

- Храм Різдва Богородиці — Закарпатська обл., Тячівський р-н, с. Лопухово, вул. Партизанська, 32. Настоятель — ієрей о. Василій Цап. Диякон о. Іван Фабрицій.

- Храм апостола Юди Тадея — Івано-Франківська обл., Коломийський р-н, с. Шепарівці, вул. Шевченка, 115 (діє під виглядом зареєстрованої парафії УАПЦ на честь святої Анни). Настоятелем служить єпископ — вл. Ігор (Горецький). Протоієрей — о. Віталій Горецький. Протодиякон — о. Андрій Стасюк. Священик — о. Микола Кашуб'як.[20].

- Храм у м. Краматорськ (Донецька область), очолює житель Краматорська Бабаревич Євген Анатолійович, 1971 року народження, він же — єпископ АПЦ Сергій (до 2018 року).  А з 2018 року титулується у якості митрополита Донецького і Харківського, виконуючого обов'язки предстоятеля цієї нової конфесії. Обраний після скандального усунення Веряскіна на роль нового предстоятеля так званої «Апостольської Ортодоксальної Церкви».[21].

Спочатку Бабаревич та поставлені ним єпископи дорікали Веряскіну тим, що останній нібито мав судимість за гомосексуалізм, у радянський період.. Також Бабаревич та його прихильники звинуватили Веряскіна у тому, що він «розповсюджує серед вірних АОЦ єретичне вчення та філософські погляди власного характеру, тим самим вносячи в їх свідомість скептичне відношення до таїнств святої Церкви»..
У 2019 році Бабаревич також розірвали церковне спілкування з Ужгородською єпархією АПЦ, яку з 2018 року очолював єпископ Віталій Ананченко, з того часу громада останнього оформилась у самостійну юрисдикцію.
Отже, з 2015 року церква Веряскіна розпалася на різні відгалуження, нові юрисдикції очолили Стефан Негребецький, Миколай Блазінський, Віталій Ананченко, та Сергій Бабаревич. Ще дві громади перебувають у стані розпаду: це громада колишнього єпископа АПЦ Володимира Вільде, та громада загиблого у 2021 році колишнього архієпископа Української АПЦ Олега Ведмеденка.

## Устрій

### Предстоятель
- Лука (Нарольський), архієпископ — з 2002 року

### Єпископи
- Феоктист (Пересада), архієпископ Тернопільський
- Миколай (Кабак), єпископ
- Захарія (Чернов-Тарасюк), єпископ Богуславський і Білгородський (? — 28 листопада 2007)
- Гурій, єпископ (з 2007)

### Парафії
Кількість парафій невідома. Храмів в УАпПЦ досить мало. Здебільшого, церковні служби здійснюються у приватних помешканнях.

### Сайти
- https://web.archive.org/web/20081203160044/http://www.patriyarkhat.org.ua/ukr/archive/article;410;402/
- https://web.archive.org/web/20090102203901/http://www.risu.org.ua/ukr/major.religions/other_orthodox/
- https://web.archive.org/web/20110524161725/http://archivorthodoxy.in/ Архивный сайт «Православие в Украине»